# 小行星7353
小行星7353（英語：7353 Kazuya）是一颗围绕太阳公转的小行星。1995年1月6日，平沢正規、鈴木正平在Nyukasa发现了此天体。
这颗小行星的绝对星等为15.01811等。